# An American Citizen
An American Citizen er en amerikansk stumfilm fra 1914 af J. Searle Dawley.

## Medvirkende
- John Barrymore som Berresford Cruger
- Evelyn Moore som Beatrice Carewe
- Peter Lang som Peter Barbury
- Hal Clarendon som Egerton Brown
- Mrs. Smith som Carola Chapin